# Nagybajcs
Nagybajcs là một thị trấn thuộc hạt Győr-Moson-Sopron, Hungary. Thị trấn này có diện tích 7,65 km², dân số năm 2010 là 918 người, mật độ 120 người/km².